# Relaciones Ecuador-Estados Unidos

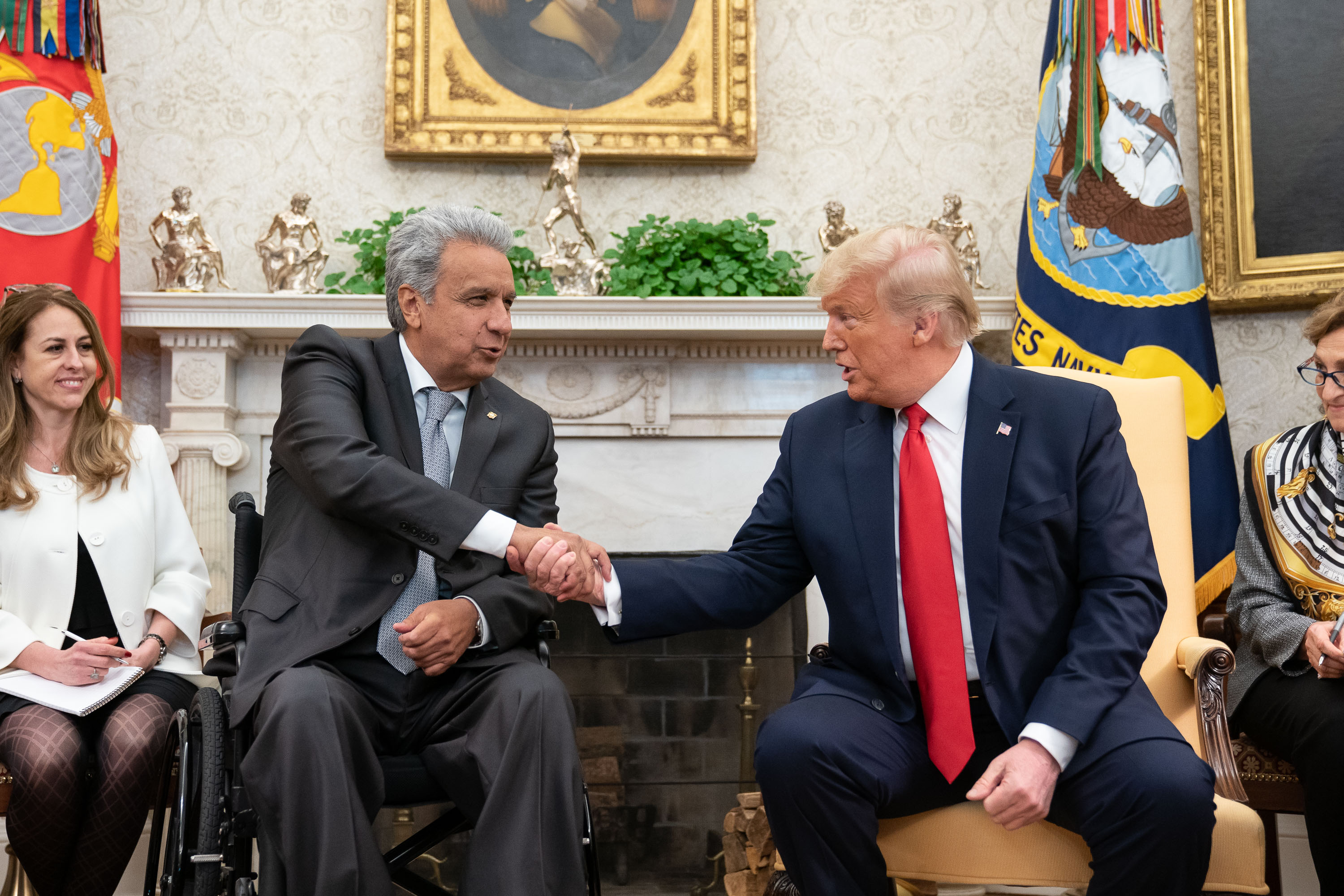
El presidente de Ecuador, Lenín Moreno y el presidente de Estados Unidos, Donald Trump en la Casa Blanca, en febrero de 2020.

Las Relaciones Ecuador-Estados Unidos se refieren a las relaciones entre Estados Unidos y Ecuador. El Ecuador y los Estados Unidos mantuvieron lazos estrechos basados en intereses mutuos: el mantenimiento de instituciones democráticas; combatir el cannabisy cocaína; construcción de comercio, inversión y vínculos financieros; cooperar en fomentar el desarrollo económico del Ecuador; y participar en organizaciones interamericanas. Los lazos se fortalecen aún más con la presencia de unos 150.000-200.000 ecuatorianos residentes en los Estados Unidos y de 24.000 ciudadanos estadounidenses que visitan Ecuador cada año, y aproximadamente 15.000 ciudadanos estadounidenses que residen en Ecuador. Los Estados Unidos ayudan al desarrollo económico del Ecuador directamente a través del programa de la Agencia para el Desarrollo Internacional (USAID) en Ecuador ya través de organizaciones multilaterales como el Banco Interamericano de Desarrollo y el Banco Mundial. Además, el Cuerpo de Paz de los Estados Unidos opera un programa considerable en Ecuador. Más de 100 empresas estadounidenses están haciendo negocios en Ecuador.
Las relaciones entre las dos naciones se han tensado después de la oferta de Julian Assange para buscar el asilo político en la embajada ecuatoriana en Londres después de demandas repetidas en las que el gobierno de Estados Unidos estaba persiguiendo su extradición debido a su trabajo con Wikileaks. Ecuador ofreció asilo político a Julian Assange en noviembre de 2012 y permitió su ingreso en esta embajada.Años más tarde, en abril de 2019, el gobierno de Lenín Moreno permitió el ingreso de la policía británica en la embajada ecuatoriana para el arresto de Assange. 

## Historia
Los Estados Unidos envió a su primer representante al Ecuador en 1825 cuando el Senado designó a William Wheelwright como Cónsul de los Estados Unidos en Guayaquil. En 1839 los Estados Unidos y el Ecuador firmaron un Tratado de Paz, Amistad, Navegación y Comercio. Ambas naciones son signatarias del Tratado Interamericano de Asistencia Recíproca ("Tratado de Río") de 1947, el tratado regional de seguridad mutua del Hemisferio Occidental. Ecuador comparte la preocupación estadounidense por el aumento del narcotráfico y el terrorismo internacional y ha condenado enérgicamente las acciones terroristas, ya sea dirigidas contra funcionarios gubernamentales o ciudadanos privados. Desde mediados de la década de 1980, el gobierno ha mantenido al Ecuador virtualmente libre de producción de coca y está trabajando para combatir el lavado de dinero y el trasbordo de drogas y productos químicos esenciales para el procesamiento de la cocaína.
Ecuador y Estados Unidos acordaron en 1999 un acuerdo de 10 años por el cual los aviones de vigilancia militar estadounidenses podrían utilizar la Base Aérea de Manta en Manta, Ecuador, como "Localización Operativa Avanzada" para detectar Tráfico de drogas por la región. El acuerdo expiró en 2009, y el entonces presidente Rafael Correa prometió no renovarlo y hasta la actualidad el Ecuador no cuenta con instalaciones militares extranjeras en el país.
En materia de pesca, los Estados Unidos reclaman jurisdicción para la ordenación de las pesquerías costeras de hasta 200 millas (370 km) desde sus costas, pero excluyen a las especies altamente migratorias; Ecuador, por otra parte, reclama un mar territorial de 200 millas (370 km), e impone multas y multas a los buques pesqueros extranjeros en la zona, sin excepciones para las capturas de especies migratorias. A comienzos de los años setenta, Ecuador capturó cerca de 100 buques de bandera extranjera (muchos de ellos Estados Unidos) y cobró honorarios y multas de más de $ 6 millones. Después de una caída en tales incautaciones durante algunos años, varios atuneros estadounidenses fueron de nuevo detenidos y confiscados en 1980 y 1981.
La Ley de conservación y ordenación de las pesquerías de Magnuson de los Estados Unidos desencadenó entonces una prohibición automática de las importaciones estadounidenses de productos del atún procedentes del Ecuador. La prohibición se levantó en 1983, y aunque subsisten diferencias fundamentales entre la legislación ecuatoriana y de los Estados Unidos, no hay conflicto actual. Durante el período transcurrido desde las incautaciones que provocaron la prohibición de las importaciones de atún, los sucesivos gobiernos ecuatorianos han declarado su voluntad de explorar posibles soluciones a este problema con respeto mutuo de posiciones y principios de ambas partes. La elección de Rafael Correa en octubre de 2006 tensó las relaciones entre los dos países.
En abril de 2011, las relaciones entre Ecuador y Estados Unidos se agudizaron particularmente luego de que Ecuador expulsó al embajador de Estados Unidos después de que el diplomático fuera acusado de ignorar a sabiendas la corrupción policial. En reciprocidad, el embajador ecuatoriano Luis Gallegos fue expulsado de los Estados Unidos.
En 2013, cuando Ecuador se retiró unilateralmente de un pacto comercial preferencial con los Estados Unidos, alegando que Estados Unidos lo usó como chantaje con respecto a la solicitud de asilo de Edward Snowden, las relaciones entre Ecuador y Estados Unidos llegaron a un acuerdo general.Dentro de las ofertas que Estados Unidos hizo a Ecuador, estaba la eliminación de ciertas tarifas en importaciones, a cambio de aumentar los esfuerzos por la eliminación del narcotráfico.

## Restauración de las relaciones bilaterales entre Ecuador y EE. UU. después de ocho años
En julio de 2019 se realizó el primer acercamiento entre el Gobierno de Ecuador, durante el mandato de Lenín Moreno, y el de Estados Unidos, de Donald Trump, a través del secretario de Estado, Mike Pompeo. 
El Ejecutivo de la Casa Blanca señaló que desde mayo de 2019 se inició formalmente el diálogo político bilateral después de 8 años de ruptura de las relaciones entre los dos países. El Ejecutivo de la Casa Blanca señaló que desde mayo de 2019 se inició formalmente el diálogo político bilateral después de 8 años de ruptura de las relaciones entre los dos países. Durante la reunión oficial, realizada en Guayaquil, se retomaron, además, temas como la crisis venezolana, un posible acuerdo comercial -que actualmente se está desarrollando-, defensa, educación, la lucha contra la corrupción y el crimen organizado y ciberseguridad. 
Estados Unidos es el primer socio comercial de Ecuador. En el periodo enero - agosto del año 2019, EU ocupó el primer destino para las exportaciones no petroleras, teniendo una participación del 22,3% del total de las exportaciones no petroleras del Ecuador al mundo.

## Acuerdo de Primera Fase 2020
El 8 de diciembre de 2020, Ecuador y Estados Unidos, después de 2 años de acercamientos, firmaron un Acuerdo de Primera Fase que es el primer paso para un futuro tratado comercial ampliado. 
El Acuerdo de Primera Fase está compuesto por cuatro pilares de fácil implementación; el primero, de facilidades para el comercio internacional, cuyo objetivo es eliminar aquellos aspectos que traban el intercambio comercial entre ambos países, simplificar los procesos aduaneros y reducir la tramitología; también contribuirá una implementación efectiva del Acuerdo de Facilitación de Comercio de la Organización Mundial del Comercio, del cual Ecuador es parte desde 2019.
El segundo capítulo tiene relación con el fortalecimiento de la coordinación interinstitucional en la elaboración e implementación de regulaciones relacionadas al comercio e inversiones, basadas en normas y prácticas internacionales, que contribuirá a una marco de seguridad jurídica esenciales para atraer y mantener, la inversión proveniente de ambos países; institucionalizar, y, reducir procesos o regulaciones que encarecen las operaciones de comercio exterior por ser innecesarios o estar duplicados.
El tercer capítulo está vinculado a las facilidades de negociación que tendrán las mipymes, con la reducción y simplificación de procesos aduaneros para potenciar el intercambio comercial, lo que permitirá más oportunidades y su integración a las cadenas de valor.
El cuarto capítulo está ligado a la eliminación de la corrupción dentro del comercio internacional para garantizar un intercambio justo, seguro, y verdadero; fortalecer y automatizar los mecanismos de control en los procesos de comercio exterior; y, recibir cooperación para modernizar los procesos aduaneros y sistematización de los requisitos de las operaciones aduaneras y así reducir los procesos que encarecen las exportaciones.

## Acuerdo Marco Preferencial con la Corporación de Desarrollo Financiera de Estados Unidos 2021
El 14 de enero de 2021, el Gobierno ecuatoriano firmó un Acuerdo Marco de Financiamiento con la Corporación Financiera Internacional para el Desarrollo de Estados Unidos (DFC por sus siglas en inglés), por hasta USD 3.500 millones. Según el marco referencial, la DFC tendrá como objetivo proporcionar financiamiento para futuros proyectos que respaldarán el desarrollo y crecimiento económico del Ecuador.
Hasta $2.800 millones están disponibles para proyectos pendientes de aprobación por parte de la DFC. Los préstamos en este marco referencial estarán directamente relacionados con promover el crecimiento económico sostenible. El marco referencial también establece una relación de cooperación a largo plazo entre la DFC y el Ministerio de Finanzas del Ecuador.
Los nuevos recursos tienen las siguientes características favorables para el país: ocho años de plazo y una tasa de interés de Libor + 2,25%, que actualmente significa un 2,48% anual.

## Educación
Escuelas estadounidenses en Ecuador:
- Colegio Americano de Quito
- Inter-American Academy of Guayaquil